# Národní park Malá Fatra
Národní park Malá Fatra leží v severní části Slovenska v severní části pohoří Malá Fatra. Rozloha území národního parku je 226,3 km². Zasahuje na území okresů Žilina, Martin a Dolný Kubín. Ochranné pásmo parku má rozlohu 23 262 ha. Národní park byl vyhlášen 1. dubna 1988.
Hlavním předmětem ochrany národního parku je území s pestrým geologickým složením, bohatou faunou a flórou a také pestrost krajiny. Na území bylo zatím nalezeno 1100 druhů vyšších rostlin. Z toho jeden endemit Malé Fatry – jeřabina Margittaiho. V parku žije přes 30 druhů savců, 118 druhů ptáků a více než 1000 druhů hmyzu.
Nejvyšším vrcholem národního parku je Velký Kriváň (1 709 m n. m.). Zajímavým a výrazným vrcholem je Velký Rozsutec (1 609 m n. m.), který se nachází i v logu národního parku.
83 % území NP zabírají lesy, převážně smíšené s převahou listnatých dřevin (nejvíc je zastoupen buk lesní).
Ve správě národního parku se nachází 16 národních přírodních rezervací (NPR), dále 9 přírodních rezervací, dva chráněné areály a jedna národní přírodní památka. Dokonce několik lokací spadá do soustavy Natura 2000.
Ideálními východisky pro turistiku je obce Terchová a její osady Vrátna a Štefanová.

## Galerie

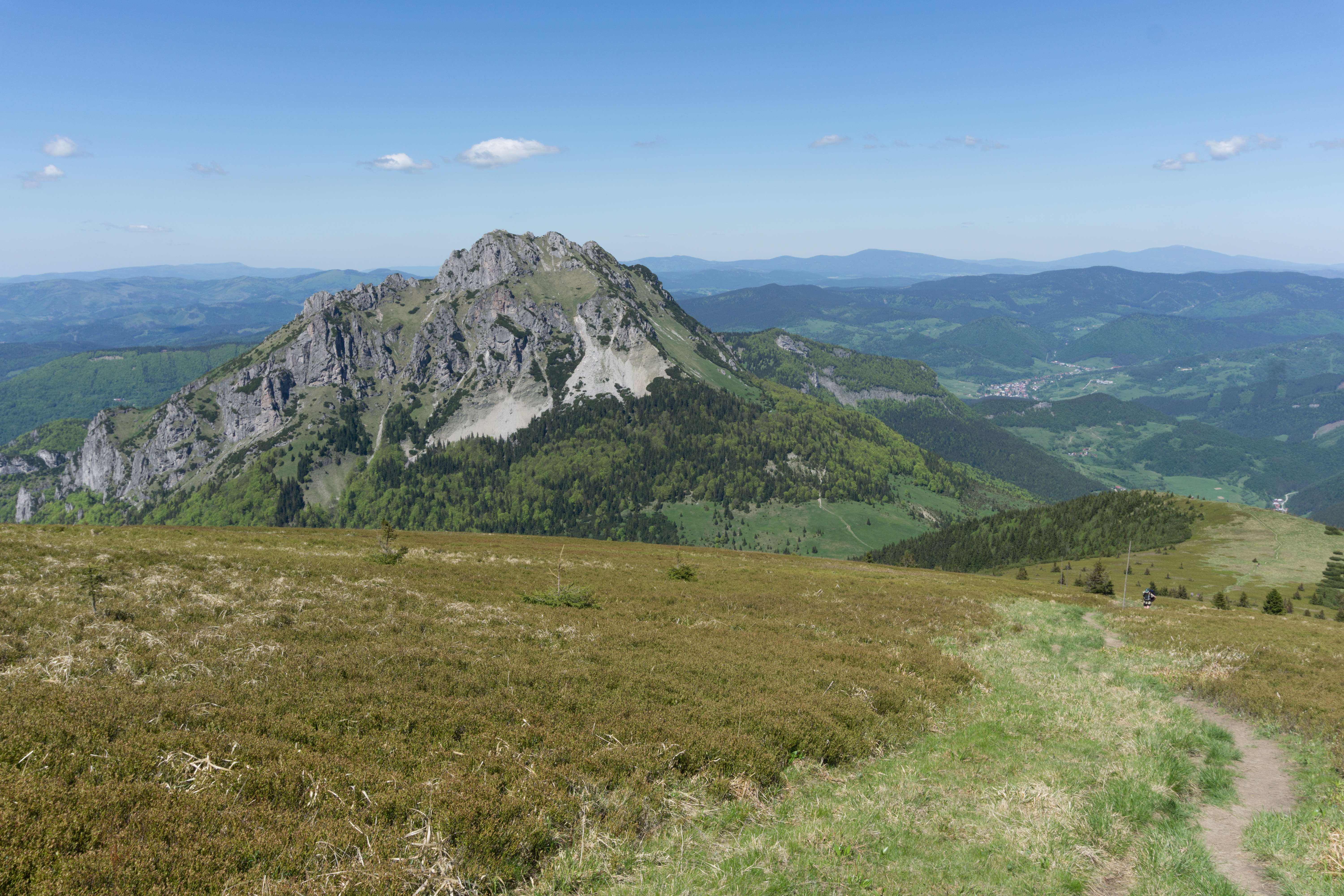
Velký Rozsutec
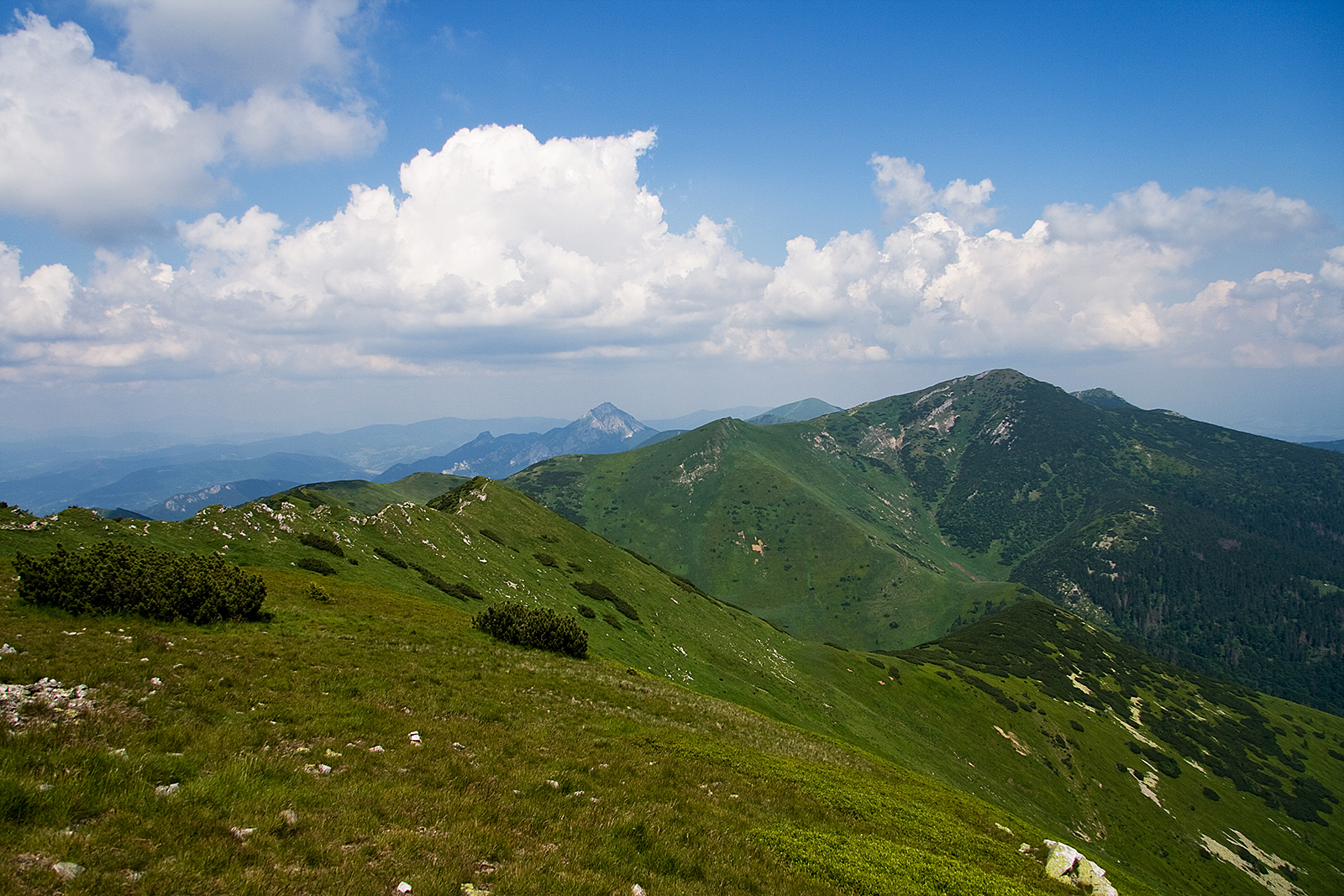
Velký Kriváň